# Soilwork
Soilwork je švédská melodic death metalová skupina založená v roce 1995 pod názvem Inferior Breed. V roce 1996 se přejmenovali na Soilwork. Táto kapela pochází ze švédské metalové "gothenburg" scény, kam patří i Dark Tranquillity, At the Gates a In Flames. Raná tvorba skupiny Soilwork se skládá z klasických death metalových elementů ovlivněnými hlavně skupinami z 80. a začátku 90. let.
Pozdější Soilwork jsou spíš thrash než death metaloví, čímž skupina dokazuje progresivitu a experimentálnost. O jejich pokroku svědčí hlavně fakt, že postupem času začali k typickým "death" vokálům skoro v každé skladbě přidává i melodické čisté vokály.

## Současná sestava
- Björn "Speed" Strid – zpěv
- Sven Karlsson – klávesy
- Ola Flink – basová kytara
- Bastian Thusgaard – bicí
- Sylvain Coudret – kytara
- David Andersson – kytara

## Bývalí členové
Baskytara:
- Carl-Gustav Döös (1996)

kytara:
- Matias Nillson (1996 - 1997)
- Ludwig Svartz (1997 - 1998)
- Peter Wichers - (1996 - 2005), (2008 - 2012)
- Ola Frenning (1998 - 2008)
- Daniel Antonsson (2005 - 2008)

Bicí:
- Dirk Verbeuren (2003 - 2016)
- Jimmy Persons (1996 - 1999)
- Henry Ranta (1999 - 2003)
- Richard Evensand (turné v USA 2003)

Klávesy:
- Carlos Del Olmo Holmberg (1997 - 2001)

## Diskografie

### Studiová alba
- 1998 – SteelBath Suicide
- 2000 – The ChainHeart Machine
- 2001 – A Predator's Portrait
- 2002 – Natural Born Chaos
- 2003 – Figure Number Five
- 2005 – Stabbing the Drama
- 2007 – Sworn to a Great Divide
- 2010 – The Panic BroadCast
- 2013 – The Living Infinite
- 2015 – The Ride Majestic
- 2019 – Verkligheten
- 2022 – Övergivenheten

### Dema, singly a EP
- 1997 – demo In Dreams we Fall into the Eternal Lake
- 2003 – singl Light the Torch
- 2003 – singl Rejection Role
- 2004 – EP The Early Chapters
- 2005 – singl Stabbing the Drama
- 2005 – singl Stabbing the Drama Sampler

## Videoklipy
- As We Speak (album Natural Born Chaos)
- Rejection Role (album Figure Number Five)
- Light The Torch (album Figure Number Five)
- Stabbing The Drama (album Stabbing The Drama)
- Nerve (album Stabbing The Drama)
- Exile (album Sworn To A Great Divide)